# Берекеши
Берекеши (каз. Берекеші, до 199? г. - Комсомол) — село в Шетском районе Карагандинской области Казахстана. Входит в состав Талдинского сельского округа. Код КАТО — 356459200.

## Население
В 1999 году население села составляло 129 человек (68 мужчин и 61 женщина). По данным переписи 2009 года, в селе проживал 101 человек (49 мужчин и 52 женщины).